# Dombay Ferenc
Ivánchfalvi és dombai Dombay Ferenc (Bécs, 1758. augusztus 10. – Bécs, 1810. december 21.) orientalista, császári és királyi udvari tolmács.

## Élete
Tudományos kiképeztetését a bécsi császári és királyi keleti akadémián nyerte s 1783-ban a II. József császártól Marokkóba küldött követség tagjai közt volt; az arab nyelvet már fiatal korától fogva előszeretettel tanulta s ennek további tanulásához a madridi Escorial tudományos kincsei bő anyagot szolgáltattak, midőn Afrikából visszatérve az ottani követséghez beosztatott. Innét mint határtolmács Zágrábba került és 1802-ben mint császári és királyi udvari tolmács a titkos udvari s állami kancelláriához valóságos udvari titkárnak neveztetett ki Bécsbe. 1809-ben császári és királyi tanácsosi rangot nyert.

## Munkái
Számos munkái közül a nevezetesebbek:
- Geschichte der Könige von Mauritanien. Agram, 1794.
- Populäre Philosophie der Araber Perser und Türken. Uo. 1794.
- Grammatica linguae Mauro-Arabicae. Viennae, 1800.
- Geschichte der Scherifen oder der Könige von Marokko. Uo. 1801.
- Beschreibung der gangbaren marokkanischen Gold-, Silber und Kupfermünzen. Uo. 1803. (rézmetszett táblákkal.)